# (36546) 2000 QN98
2000 QN98 (asteroide 36546) é um asteroide da cintura principal. Possui uma excentricidade de 0.11072530 e uma inclinação de 3.18668º.
Este asteroide foi descoberto no dia 28 de agosto de 2000 por LINEAR em Socorro.